# Orla (województwo podlaskie)

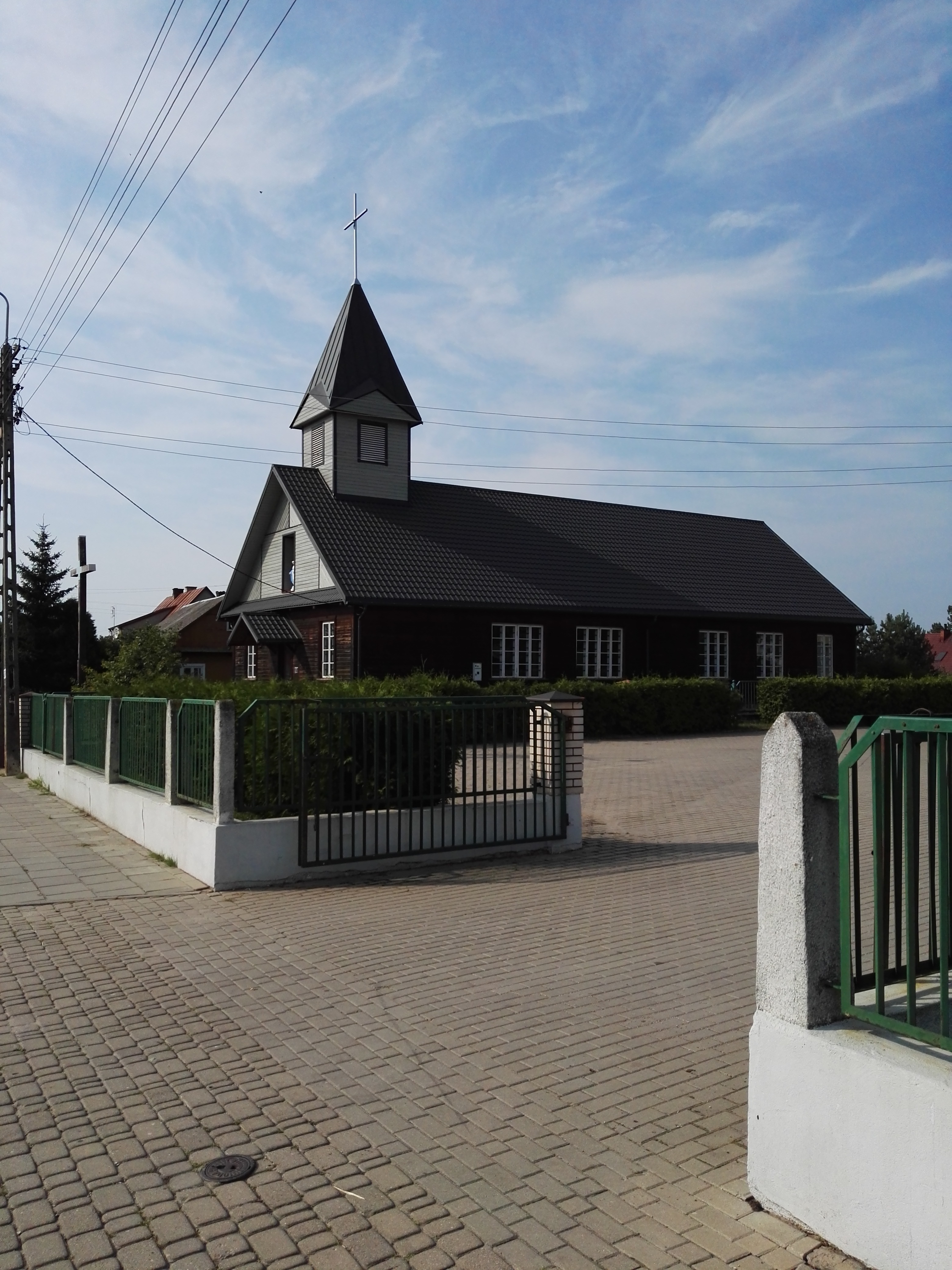
Kaplica rzymskokatolicka w Orli

Orla (dodatkowa nazwa w języku białoruskim Орля, Orla; chachł. Вуорля, Wuorla; ukr. Вірля, Wirla; jid. ‏אולע‎) – wieś w Polsce położona w województwie podlaskim, w powiecie bielskim, w gminie Orla. Leży nad Orlanką, dopływem Narwi.
Orla uzyskała lokację miejską przed 1507 rokiem, zdegradowana w 1897 roku. Miasto prywatne posiadało prawo magdeburskie w 1618 roku i 1634 roku, położone było w ziemi bielskiej województwa podlaskiego. W latach 1975–1998 miejscowość położona była w województwie białostockim.
Miejscowość jest siedzibą gminy Orla.
Orla stanowiła ośrodek dóbr Radziwiłłów.
Według Powszechnego Spisu Ludności z 1921 roku wieś zamieszkiwało 1.518 osób, wśród których 31 było wyznania rzymskokatolickiego, 320 prawosławnego a 1.167 mojżeszowego. Jednocześnie 400 mieszkańców zadeklarowało polską przynależność narodową, 145 białoruską, a 973 żydowską. Były tu 253 budynki mieszkalne.
Do roku 1941 około 75% mieszkańców stanowiła ludność żydowska, wymordowana następnie przez Niemców podczas Holocaustu. Obecnie większość mieszkańców jest wyznania prawosławnego, ale mieszkają tu też liczni katolicy.

## Kalendarium
- 1510 – książę Iwan Iwanowicz oddaje dobra przy rzece Orlej dla Michajła Bohusza Bohawitynowicza w zamian za dwór w Trokach.
- 1512 – wzmianka o cerkwiach prawosławnych w Orli – św. Jana Złotoustego i św. Symeona Stylity oraz o duchownym o imieniu Karp i psalmiście (diak) – Zachariasz.
- 1529 – wzmianka o dworze rodu Bohawitynowiczów w Orli.
- 1538 – Hanna Bohawitynowiczówna wyszła za mąż za starostę bełskiego Stanisława Tęczyńskiego, wnosząc mu dobra orlańskie w posagu.
- 1569 – wskutek zawarcia unii lubelskiej Orla staje się częścią Korony Królestwa Polskiego w ramach Rzeczypospolitej.
- 1585 – Katarzyna Olekowicz wychodzi za mąż za arianina Krzysztofa „Pioruna” Radziwiłła, wnosząc Orlę i okolicę na trzysta lat w domenę Radziwiłłów z linii birżańskiej.

### XVII wiek
- 1616 – w Orli są 93 domy
- 1618 – Krzysztof Piorun Radziwiłł nadał przywilej, w którym zezwolił ludziom wszelkiego stanu tak chrześcijanom wszelkiego nabożęstwa iako i Żydom kupcom, rzemieślnikom, kramarzom, szynkarzom i jakąkolwiek potsciwego Powołania y Kondycyi osobom fundować się i budować. Powołał radę miejską, złożoną z wójta, sześciu ławników i pisarza. Nakazał zbudować na rynku ratusz.
- 1621–1634 – starostą orlańskim był arianin Stanisław Kurosz
- 1622 – książę Krzysztof II Radziwiłł kazał wznieść zbór kalwiński przy zamku w Orli.
- 1626 – Janusz Radziwiłł przebywa w swojej rezydencji w Orli
- 1643 – książę Janusz Radziwiłł odnowił przywilej na prawa miejskie Orli. Zmienił przy tym czas odbywania targów tygodniowych ze środy na niedzielę, zaznaczając, żeby nie targowano aż się odprawi nabożeństwo w zborze kalwińskim. Powołał również do życia straż miejską, uzbrojoną w halabardy albo dary oraz zalecił ogrodzenie całego miasta obronnym parkanem.
- 1656 – podczas potopu szwedzkiego (najazdu szwedzkiego na Rzeczpospolitą) pułkownik wojsk litewskich Samuel Oskierka w drodze z Tykocina pustoszy należące do Radziwiłłów posiadłości wokół miasta
- 1657 – przez miasto w drodze do Brześcia przechodzą wojska Jerzego Rakoczego. Ucieczka ludności.
- 1660 – odnowiono ogrodzenie wokół dworu oraz bramę wjazdową i wyszlamowano sadzawki w ogrodzie włoskim. Zbudowano śluzę. W latach następnych prowadzono prace remontowe przy dworskiej kamienicy, domu ogrodnika oraz domu urzędniczym.
- 1663 – Żydzi stanowią połowę 800-osobowej ludności miasta
- 1694 – księżna Ludwika Karolina Radziwiłłówna przekazała dobra orlańskie w zastaw podskarbiemu i pisarzowi ziemskiemu Wielkiego Księstwa Litewskiego Benedyktowi Pawłowi Sapieże z pałacem murowanym, z budynkami dwornemi i folwarcznemi i gumiennemi (...) z miasteczkiem Orlem, z Mieszczanami, Żydami i Obywatelami wieyskimi, ze wsiami Boiary i poddanymi w nich mieszkającymi
- 1699 – prawa do dóbr zostały przekazane na rzecz Jakuba Henryka Fleminga

### XVIII wiek
- 1701 – Fleming przekazał Orlę w zastaw Stefanowi Branickiemu, stolnikowi koronnemu. Ten z kolei, wydając swą córkę Krystynę za mąż za Józefa Sapiehę, podkomorzego Wielkiego Księstwa Litewskiego, oddał mu w nadzór całą włość orlańską
- 1702 – spustoszenie Podlasia w czasie III wojny północnej
- 1705–1708 – kilkakrotne niszczycielskie zajazdy podkanclerzego litewskiego Stanisława A. Szczuki
- ok. 1754 – powstaje żydowska synagoga w Orli w stylu barokowym
- 1775 – w mieście było jedynie 90 domów opłacających podymne
- 1789 – wojewoda wileński Michał Hieronim Radziwiłł wniósł pozew do Sądu Ziemskiego w Bielsku, który potwierdził prawa Radziwiłłów do Orli i zażądał od Izabelli Branickiej zwrotu miasta i okolic
- 1794 – król Stanisław August Poniatowski ponownie zobowiązał Izabelę Branicką (własną siostrę) do ustąpienia z Orli
- 1794 – spaliła się unicka cerkiew św. Symeona.
- 1795 – wskutek III rozbioru Polski Orla tymczasowo zostaje zajęta przez wojska i administrację Królestwa Prus
- 1796 – w miejscu spalonej cerkwi zbudowano nową cerkiew unicką pw. św. Michała.
- 1799 – w mieście są w 242 domy i 486 mieszkańców[12]

### XIX wiek
- 1807 – po traktacie w Tylży Orlę zajmują, w miejsce pruskich, wojska rosyjskie, zaś sama miejscowość zostaje włączona do Rosji
- 1808 – książę Michał Radziwiłł ostatecznie wykupuje miasto z zastawu od Branickich
- 1831 – zarząd dóbr Radziwiłłowskich odwołuje za nadużycia administratora Michała Grabowskiego, który pełnił ten urząd od czasów Branickich.
- 1832 – Orla przechodzi we władanie Wittgensteinów[13]
- 1834–1839 – likwidacja unii i przejście miejscowej parafii (pierwotnie prawosławnej) pod obediencję Rosyjskiego Kościoła Prawosławnego. Wg zalecenia arcybiskupa Józefa (Siemaszki) do cerkwi wstawiono ikonostas, a łacińską monstrancję zastąpiono darochranitielnicą. Gdy w 1839 roku na Synodzie połockim ogłoszono akt zjednoczenia z Cerkwią Prawosławną, ówczesny proboszcz o. Aleksy Makowiecki wraz z wiernymi przyjęli to do wiadomości. W związku z tym parafię orlańską ominęły niepokoje, inspirowane przez duchownych, jakie miały miejsce w sąsiednich parafiach w Starym Korninie, Nowym Berezowie, Czyżach.[14]
- 1867 – miasto liczyło 1375 mieszkańców, z czego 91% stanowili Żydzi.
- 1870 – ukończenie budowy prawosławnej cerkwi cmentarnej pw. Świętych Cyryla i Metodego

### XX wiek
- 1900 – Orla liczy już 4286 mieszkańców. Żydów było 3678, czyli ponad 85%.
- 1915 – w południowej części terenu dawnej cerkwi zamkowej św. Jana pochowano poległych w okolicach miasta żołnierzy rosyjskich i niemieckich. Zmuszanie przez Kozaków części ludności do wyjazdu do Rosji.
- 1919 – Orla zostaje zajęta przez wojska polskie i staje się częścią odrodzonej Polski.
- 1920 – wojna polsko-bolszewicka, następuje tymczasowa okupacja miejscowości przez bolszewików.
- 1921 – potwierdzenie przynależności Orli do międzywojennej Polski i województwa białostockiego wskutek podpisania traktatu ryskiego, powrót części mieszkańców.
- 1921 – ludność miasta wynosi 1518 osób, z czego 1167 stanowią Żydzi.
- 1937 – pożar zniszczył 550 budynków miejscowości (ok. 30% wszystkich budynków) w rejonie ulic Narewskiej, Bielskiej i 3 Maja. Uszkodzona została synagoga. Spaliło się kilka żydowskich domów modlitwy, w tym dwa przy głównej synagodze. Pożar został wzniecony przez żydowską mieszkankę[15].
- 1939–1941 – okupacja sowiecka/radziecka – wywózki na Syberię, rekwizycja gruntów cerkiewnych.
- 1941–1944 – okupacja niemiecka. Utworzenie w lipcu 1941 getta dla ludności żydowskiej w rejonie ulic: Kleszczelowskiej, 1 Maja, Koszelowskiej i Parkowej[16]. Mieszkało w nim ok. 2000 osób, które pracowały przy budowie i naprawie dróg oraz w warsztatach rzemieślniczych[16]. Getto zostało zlikwidowane jesienią 1942. Jego mieszkańców wywieziono do getta w Bielsku Podlaskim, skąd trafili do obozu zagłady w Treblince[16].
- lipiec 1944 – zdobycie miejscowości przez oddziały 48 Armii generała majora P. Romanienki wchodzącej w skład 1 Frontu Białoruskiego; ginie 16 żołnierzy radzieckich. Orla zostaje zwrócona Polsce[17].
- 1979 – rozebranie zniszczonej cerkwi św. Michała i jej ponowna rekonstrukcja w 1981.
- 1996 – ukończenie budowy wodociągu w gminie.

## Zabytki i atrakcje turystyczne

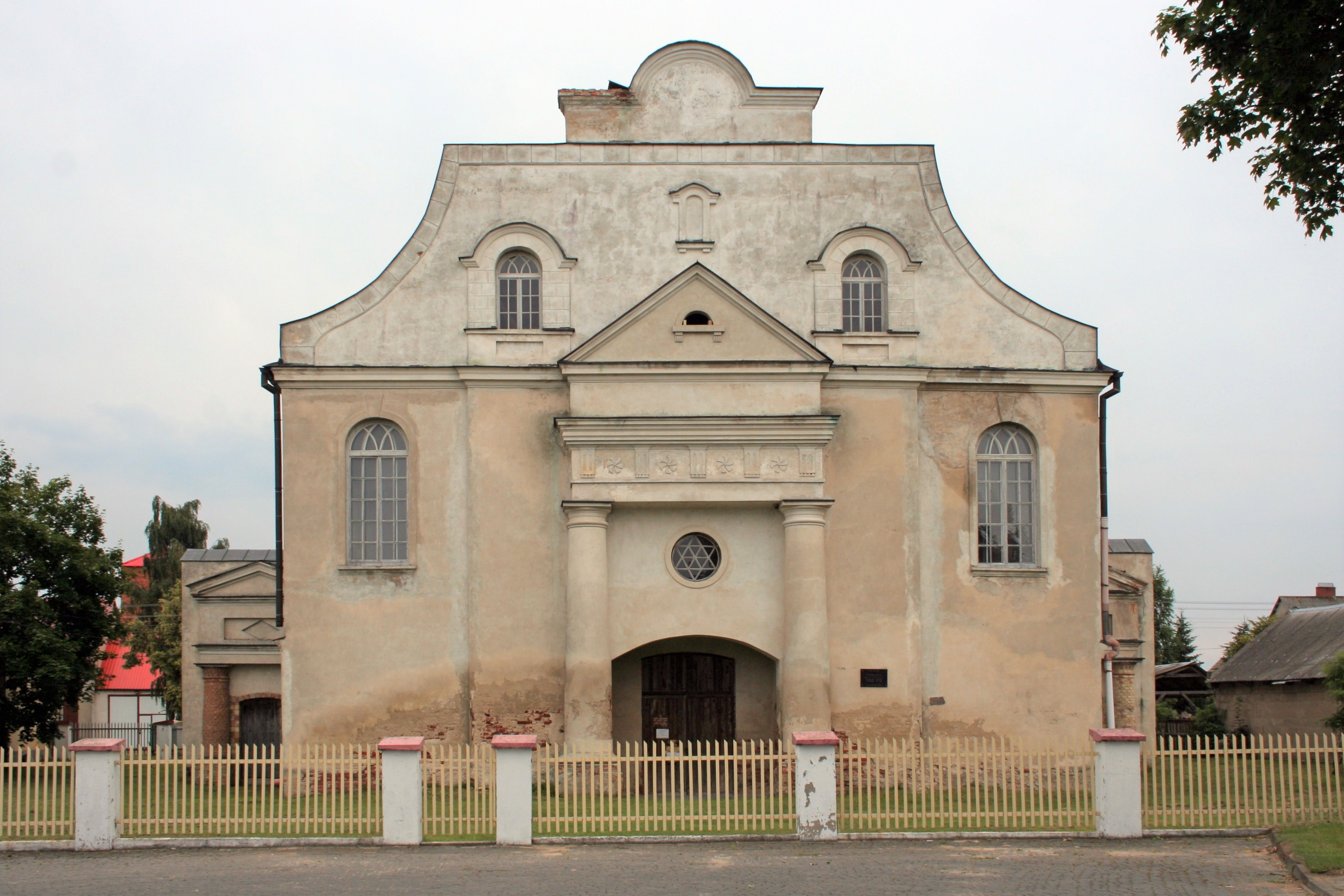
Synagoga w Orli

- synagoga w Orli – murowana z 2 poł. XVIII w. w stylu barokowym. Na ścianie wschodniej zachowana wnęka po Aron ha-Kodesz
- kirkut żydowski z XVIII w.
- kirkut żydowski w XIX w.
- drewniana parafialna cerkiew prawosławna pw. św. Michała Archanioła z 1797 (wybudowana jako unicka) z drewnianą dzwonnicą z 1874 (cerkiew w latach 1979–1981 przeszła generalny remont na podstawie tzw. anastylozy)
- cmentarz prawosławny (wcześniej unicki) z  początku XIX wieku z cerkwią cmentarną pw. Świętych Cyryla i Metodego z 1870

## Kościoły
Na terenie Orli działalność duszpasterską prowadzą następujące kościoły:
- Polski Autokefaliczny Kościół Prawosławny
  - Parafia św. Michała Archanioła
- Kościół rzymskokatolicki
  - kaplica dojazdowa pod wezwaniem Matki Bożej Częstochowskiej należąca do Parafii Najświętszej Opatrzności Bożej w Bielsku Podlaskim[18]
- Kościół Chrześcijan Baptystów
  - Zbór

W latach 1611–1770 istniał w Orli zbór kalwiński.

## Urodzeni w Orli
- Eugeniusz Czykwin – polski polityk, dziennikarz, działacz społeczności prawosławnej i mniejszości białoruskiej, poseł na Sejm PRL i RP IX, X, I, IV, V, VI, VII i IX kadencji.